# Chronograph (Uhr)

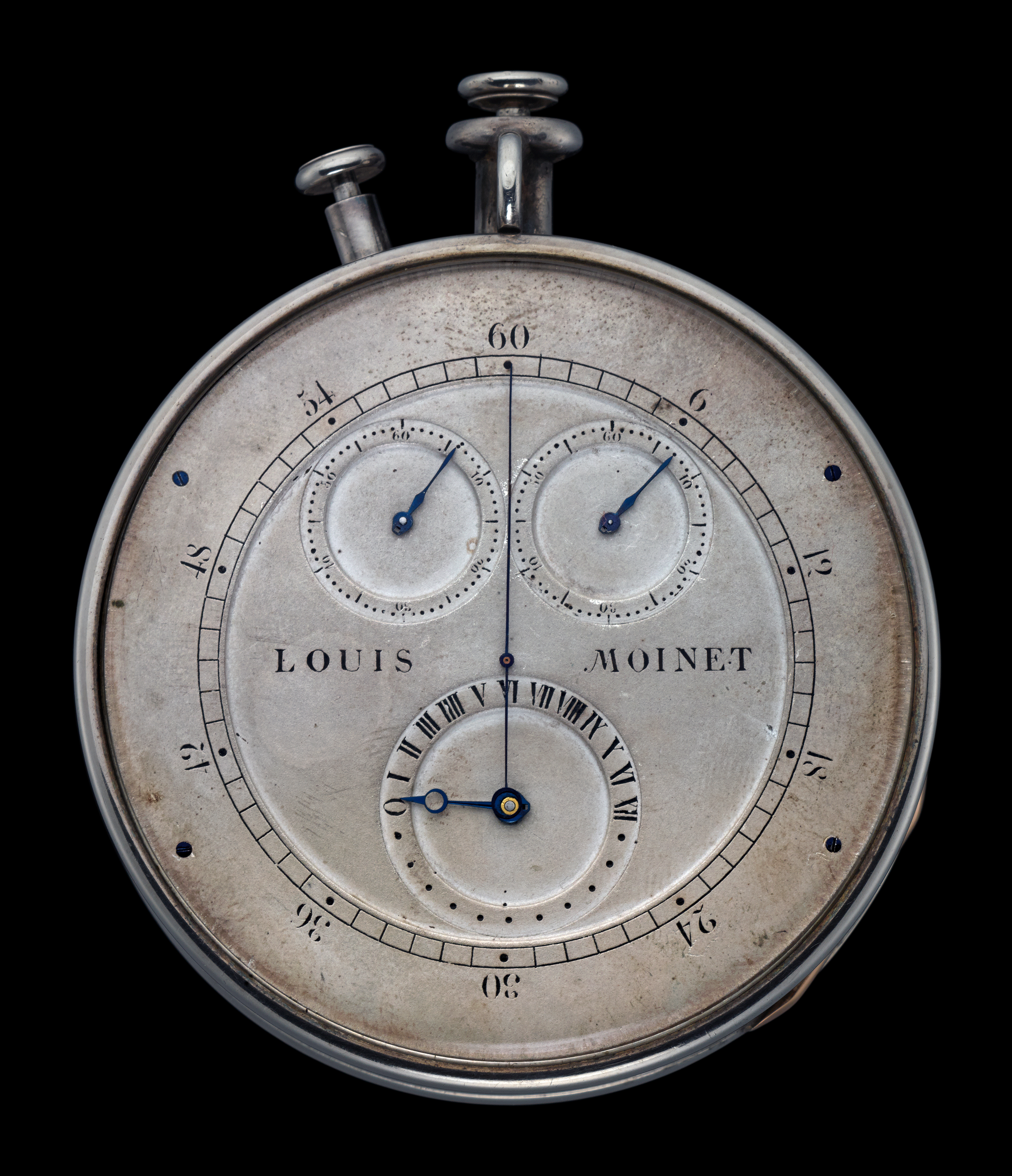
Der „Terzzähler“ von Louis Moinet war 1816 der erste Chronograph. Mit einer Stoppmöglichkeit auf 1/60 s war er genauer als heutige mechanische Chronographen, was durch eine extrem schnell schwingende Unruh mit 216.000 Schwingungen pro Stunde ermöglicht wurde.

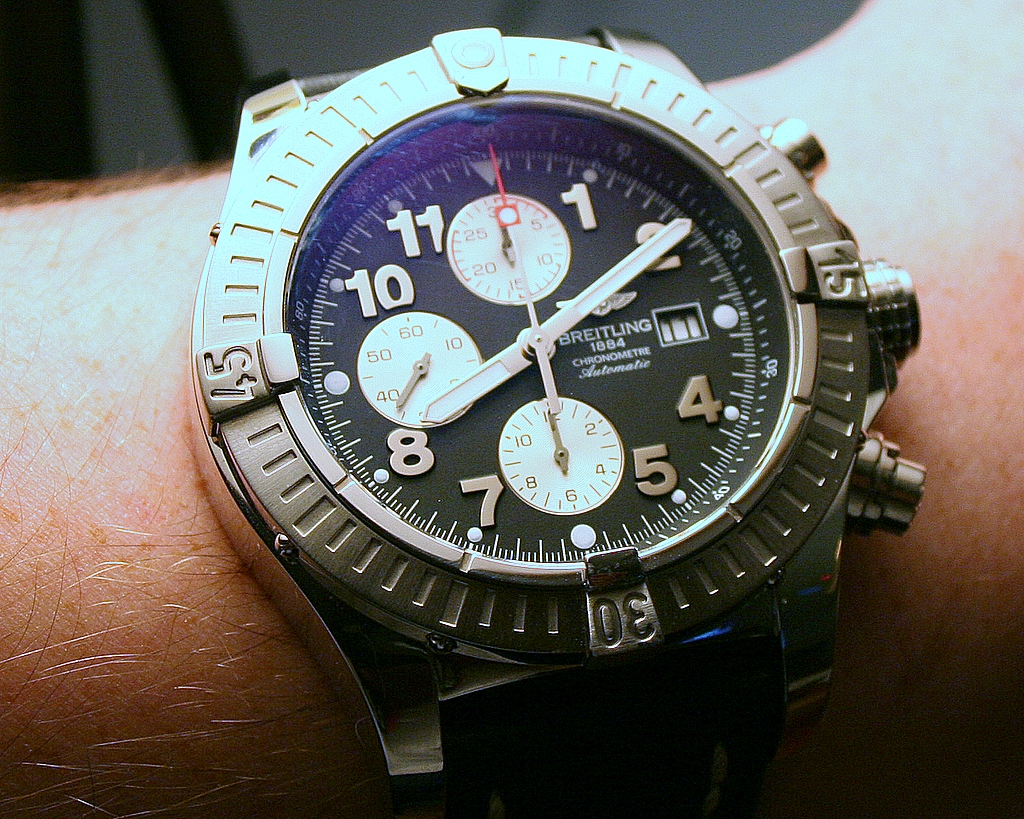
Typischer Armband-Chronograph mit mechanischem Automatik-Uhrwerk, mit zwei Drückern neben der Aufzugskrone zur Bedienung der Stoppfunktion. Auf dem linken, mittleren der drei kleinen weißen Zifferblätter („Totalisatoren“) werden immer die Sekunden der normalen Tageszeit angezeigt, die anderen beiden zeigen während eines Stoppvorgangs die verstrichenen Minuten (oberer Totalisator) und Stunden (unten).

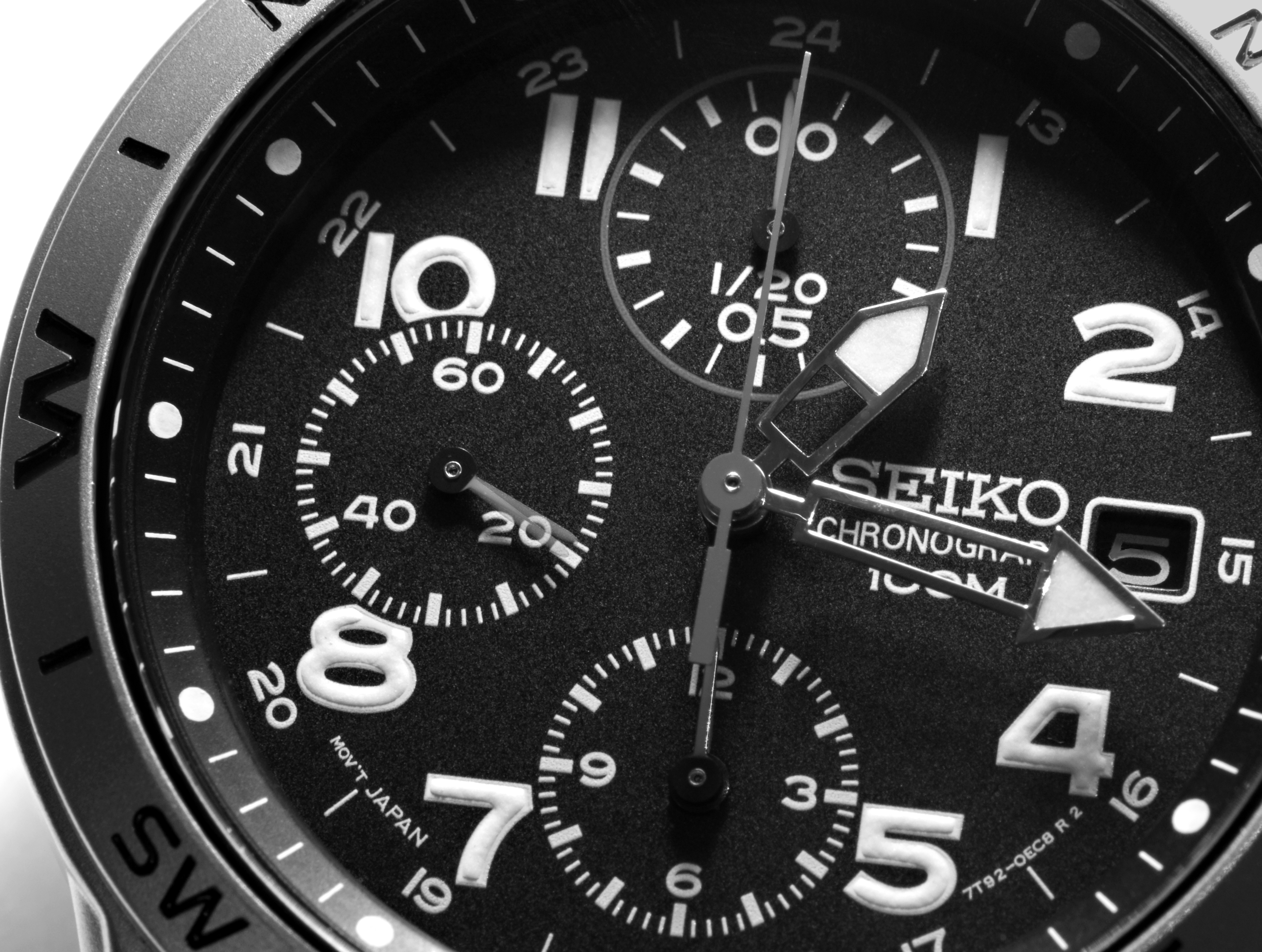
Das oberste kleine Zifferblatt dieses Chronographen mit Quarzwerk hat eine Einteilung in 1/20 s, so dass sehr viel genauere Stopp-Vorgänge als bei mechanischen Werken möglich sind. Quarz-Modelle sind zudem erheblich preisgünstiger als mechanische Chronographen.

Ein Chronograph beziehungsweise Chronograf (wörtlich ein „Zeitschreiber“, von altgriechisch χρόνος chrónos „Zeit“, und γράφειν gráphein „schreiben“) ist eine Uhr mit Zusatzfunktion, die es gestattet, einen Sekundenzeiger unabhängig vom eigentlichen Uhrwerk zu starten, zu stoppen und wieder in seine Ausgangsposition zurückzuführen. Der Begriff beschreibt heute hauptsächlich eine Uhr, insbesondere eine analoge Armbanduhr (Armbandstoppuhr), mit zusätzlicher Stoppuhr-Funktion.
Ursprünglich wurde der Begriff Chronograph für Registriereinrichtungen, also im wörtlichen Sinn verwendet (siehe Bandchronograf, Druckchronograf). 
Nicht zu verwechseln ist der Chronograph mit dem Begriff des Chronometers, der besonders ganggenaue Uhren benennt. Diese wurden seit dem 18. Jahrhundert insbesondere als Längenuhren (auch Marinechronometer genannt) eingesetzt, weisen jedoch nicht unbedingt eine Stoppfunktion auf.

## Armband- und Taschenchronographen
Armbandchronographen zeichnen sich typischerweise durch zwei neben der Krone angeordnete Taster („Drücker“) und mehrere zusätzliche kleine Zifferblätter („Totalisatoren“) auf dem Haupt-Zifferblatt aus, auf denen während eines Stoppvorgangs etwa die verstrichenen Minuten und Stunden angezeigt werden. Die verstrichenen Sekunden werden mit einem Zeiger auf dem Hauptzifferblatt gemessen, der üblicherweise im Erscheinungsbild dem Sekundenzeiger einer normalen Armbanduhr entspricht. Da dieser zur normalen Anzeige der Sekunden der Tageszeit nicht zur Verfügung steht, werden diese üblicherweise durch einen immer mitlaufenden Zeiger auf einem der kleinen Zusatzzifferblätter (Totalisatoren) angezeigt. Der obere Drücker hat dabei die Funktion einer Start- und Stopp-Taste, der untere Drücker stellt den großen Stoppzeiger auf dem Hauptzifferblatt wieder auf Nullstellung bzw. 12 Uhr zurück. Bei einem Chronographen mit so genannter Flyback-Funktion geht dies auch während des laufenden Messvorgangs. Da dies einen deutlich höheren mechanischen Aufwand bedeutet, lassen sich die meisten Chronographen aber nur bei gestopptem Messvorgang zurücksetzen. Im Ruhezustand, wenn also kein Stoppvorgang läuft und der Zeiger nach dem letzten Stoppvorgang zurückgestellt wurde, steht der große Stoppzeiger fest auf Position 12 Uhr.
Es ist auch möglich, den Stoppzeiger ständig mitlaufen zu lassen, so dass dieser die Funktion eines normalen Sekundenzeigers hat. Wegen der größeren Anzahl bewegter Teile im Uhrwerk sinkt jedoch in diesem Fall oft die Gangreserve einer mechanischen Uhr – die Zeit, bis sie (ohne automatischen Aufzug durch Bewegung bei Automatikuhren) aufgezogen werden muss. Zudem kann bei weniger wertigen mechanischen Uhren in diesem Fall die Ganggenauigkeit der normalen Zeitanzeige beeinflusst werden.
Es gibt Armband-Chronographen mit mechanischem Uhrwerk, oft mit automatischem Aufzug kombiniert, oder mit Quarzwerk, wobei letztere meist deutlich preisgünstiger sind. Bei mechanischen Chronographen mit automatischem Aufzug sind insbesondere der bereits in den 1970er Jahren entwickelte Kaliber Valjoux 7750 des von der ETA-Gruppe übernommenen schweizerischen Herstellers Valjoux und der dem Valjoux 7750 sehr ähnliche Kaliber SW500 des ebenfalls in der Schweiz ansässigen Herstellers Sellita Watch Co S.A. verbreitet. Quarz-Chronographen sind oft so konstruiert, dass zusätzlich zum großen Sekunden-Stoppzeiger einer der kleinen Zeiger auf den Totalisatoren pro Sekunde eine volle Umdrehung vollführt, sich also relativ schnell bewegt. So kann auf Zehntelsekunden genau gestoppt werden, was bei einem mechanischen Chronographen typischerweise nicht möglich ist (eine Ausnahme stellt das Werk El Primero des Herstellers Zenith dar). Ein erheblicher Anteil der hochpreisigen Uhren und Luxusuhren für Herren sind mechanische Chronographen, Damenuhren jeder Preisklasse sind dagegen generell selten mit Stoppfunktionen ausgestattet.

### Sonderformen

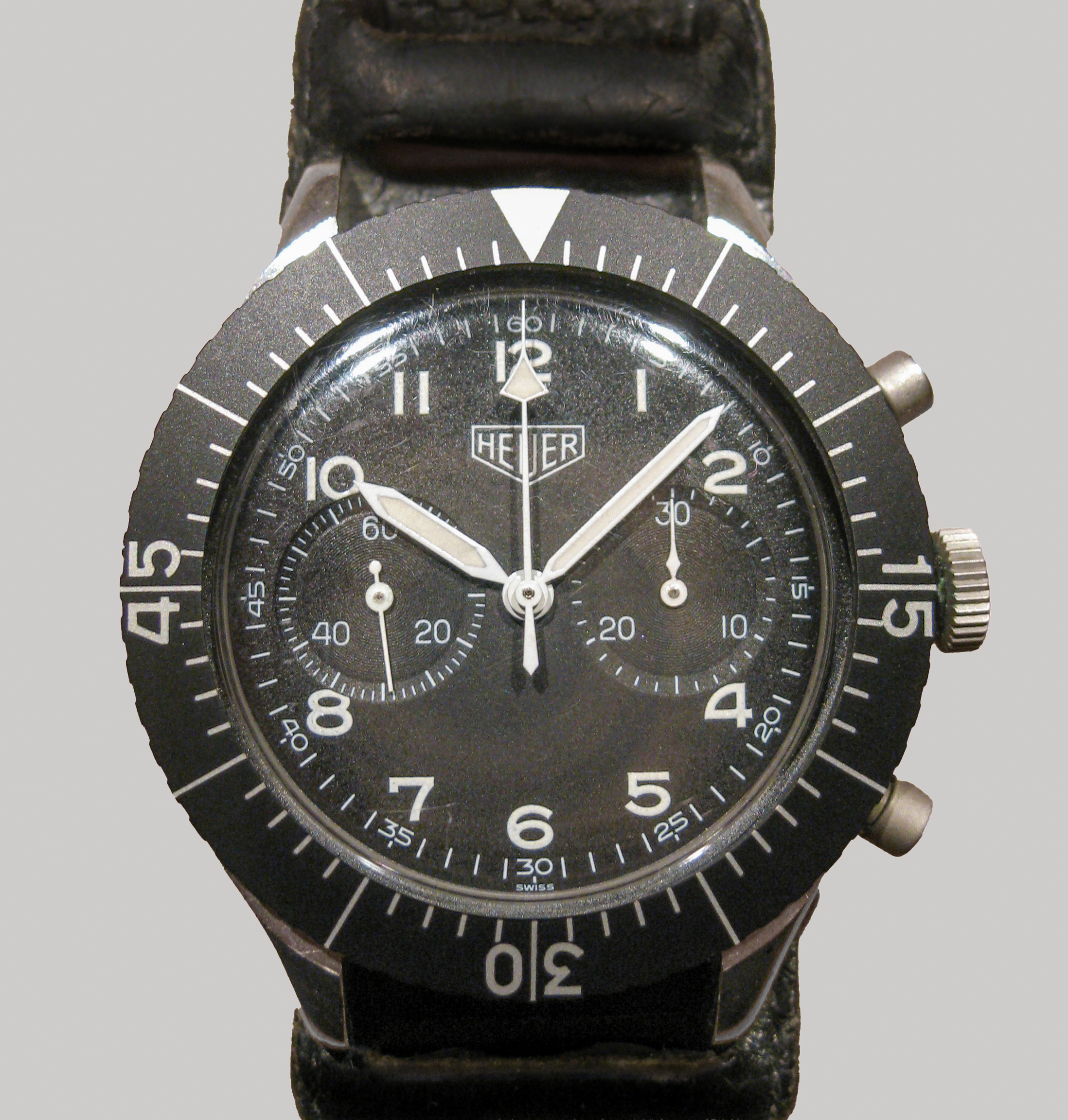
Heuer Fliegerchronograph mit Flyback (Dienstuhr der Deutschen Luftwaffe von 1967 bis 1986)

Eine Sonderbauform ist die Rattrapante (auch „Schleppzeiger-Chronograph“ und „Chronograph-Rattrapante“), bei der ein mitlaufender zweiter zentraler Sekundenzeiger auf Knopfdruck angehalten werden kann, um eine Zwischenzeit zu nehmen. Nach dem Loslassen des Knopfes schnellt der Schleppzeiger wieder zur Normalanzeige zurück und kann dann erneut eine Zwischenzeit anzeigen. Die ersten Armbanduhren mit Chronograph-Rattrapante waren ab etwa 1920 verfügbar.
Weniger aufwändig ist eine „fliegende Sekunde“, auch Flyback oder retour-en-vol genannt. Normale Chronographen müssen für eine neue Messung angehalten, auf null gestellt und wieder gestartet werden. Bei einem Flyback-Chronographen ist die Nullstellung „im Flug“ ohne vorheriges Stoppen möglich.
Beim Bullhead-Chronograph sind die Drücker am oberen Gehäuserand angeordnet und erinnern daher an die Hörner eines Stiers.
Gelegentlich sind Skalierungen wie Tachymeter, Telemeter, Pulsometer oder Asthmometer auf Zifferblättern aufgedruckt oder in die Lünette geprägt.

### Fliegeruhr

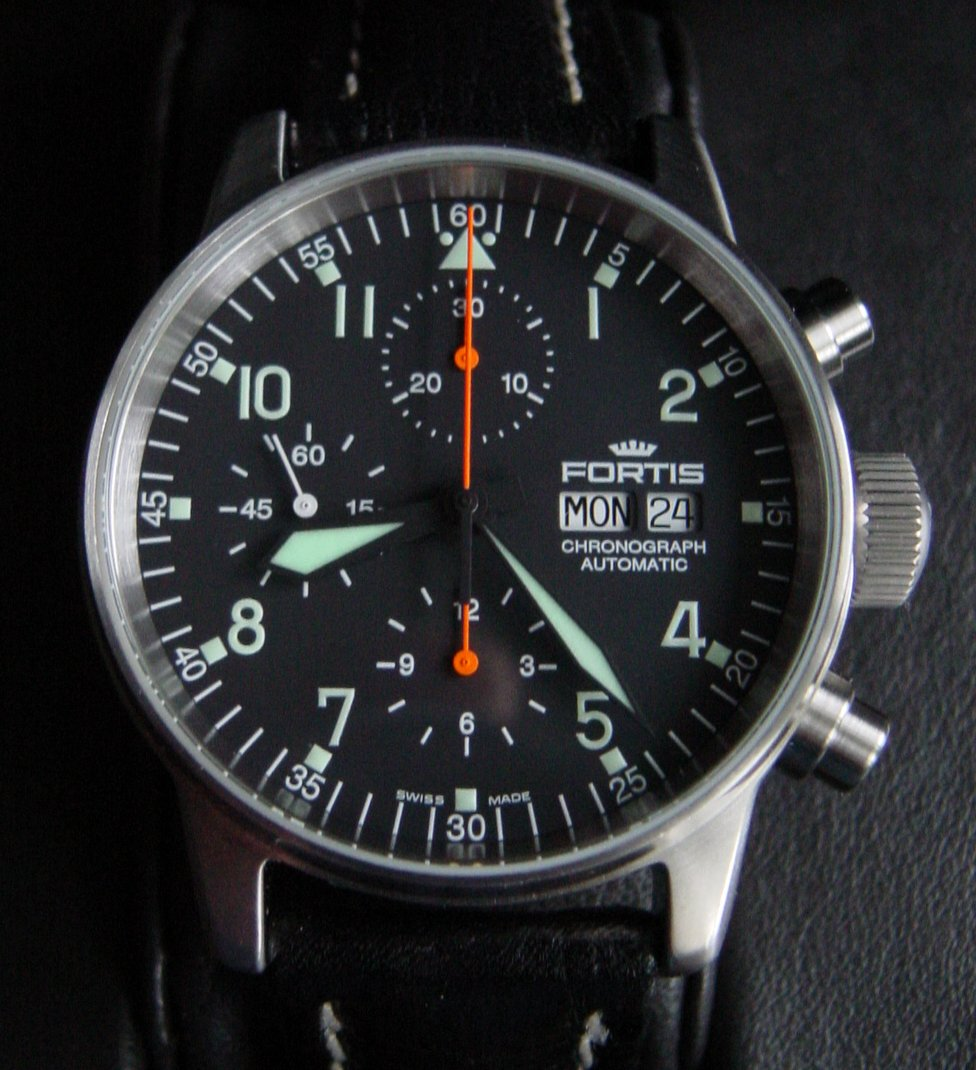
Fliegerchronograph mit Automatikwerk Valjoux 7750 von Fortis

Sogenannte Fliegerchronographen sollen besonders gute Ablesbarkeit bieten, unter anderem durch eine klare Linienführung und schnörkel- bzw. serifenlose Ziffern vor dunklem Zifferblatt. Sie sind oft im Stil von Cockpit-Bordinstrumenten der Luftfahrt gestaltet und zeichnen sich im höherpreisigen Segment teilweise durch technische Extras wie Unterdruckfestigkeit sowie besondere Widerstandsfähigkeit gegen Vibrationen, Magnetfelder, Stöße und große Beschleunigungen aus.

## Historische Entwicklung

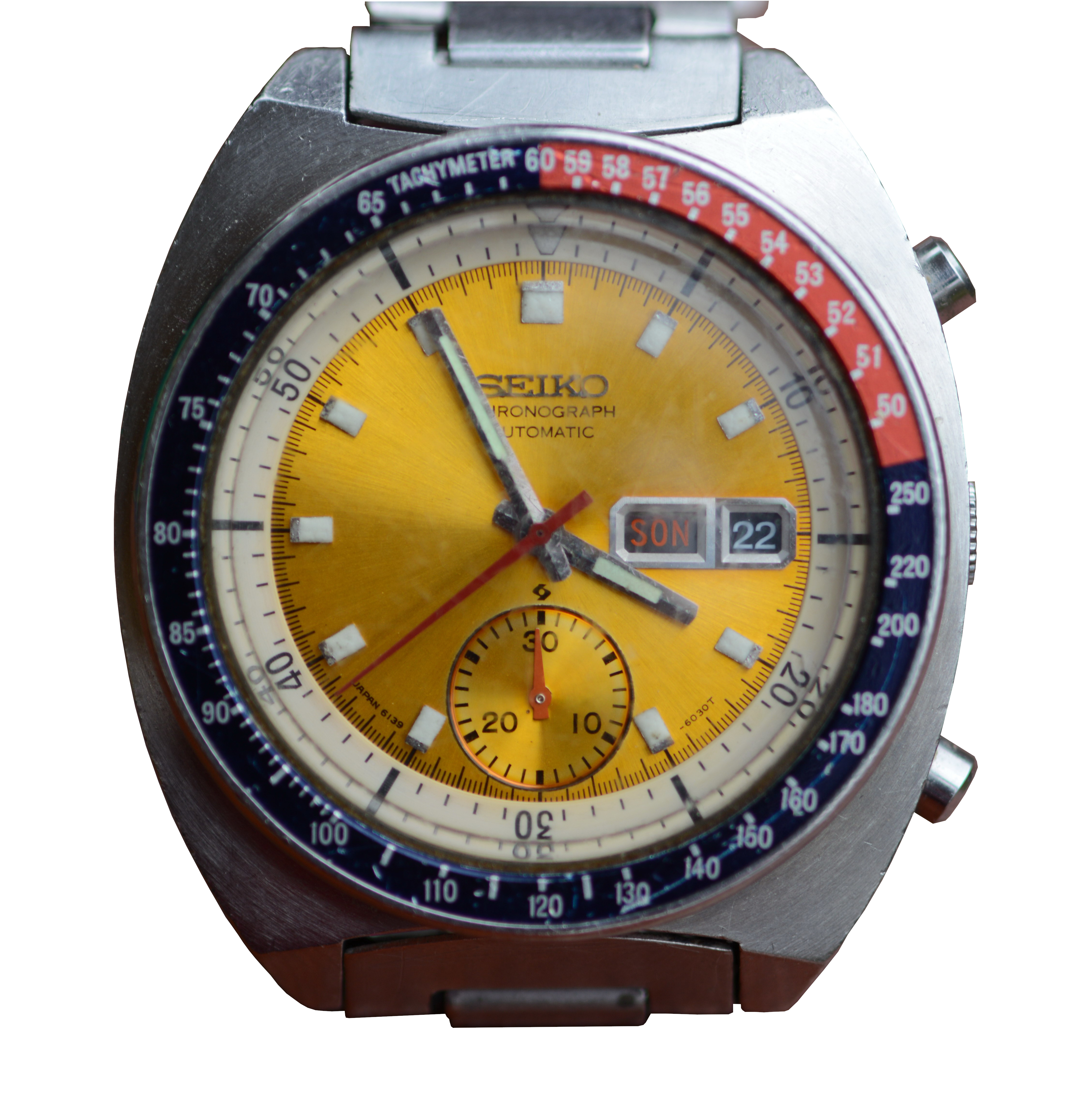
Seiko Automatic-Chronograph Kaliber 6139 mit gelbem Zifferblatt, die sogenannte Pogue Seiko, der erste Automatic-Chronograph im Weltraum (Skylab 4)

1776entwarf der Genfer Uhrmacher Jean Moïse Pouzait eine Uhr, bei der die Sekundenzeiger von einem eigenen Federhaus angetrieben wurden und der Sekundenzeiger anhaltbar war, der Zeiger ließ sich noch nicht auf null zurückstellen. Durch das Stoppen wurde zudem das gesamte Uhrwerk angehalten, so dass beim Stoppen von Zwischenzeiten der Zeitraum, in dem die Uhr angehalten war, für eine Bestimmung der Uhrzeit zur Endzeit hinzuaddiert werden musste.
1816Wie zahlreiche unabhängige Gutachten bezeugen, gilt der „Terzzähler“ von Louis Moinet als der erste anerkannte Chronograph der Geschichte. Die im Jahre 1815 begonnene und 1816 fertiggestellte Astronomieuhr besaß einen zentralen Zeiger zur Anzeige von sechzigstel Sekunden sowie Drucktasten für die Start-, Stopp- und Rückstellungsfunktion. Zudem verfügte er über eine Minuten-, eine Stunden- und eine 24-Stunden-Anzeige. Louis Moinet kann in der Uhrmacherei ebenfalls als Wegbereiter der Hochfrequenz-Unruh angesehen werden, die mit 216.000 Schwingungen pro Stunde zur Messung von sechzigstel Sekunden dient. Der Terzzähler von Louis Moinet befindet sich heute im Schweizerischen Neuchâtel.                                                                                                                                                                                                                   Zuvor hatte der belgische Uhrmacher Hubert Sarton (1748–1828) dem Lütticher Verein „Société d’Emulation“ eine „zeitmessende Uhr“ vorgeführt, die als Vorreiter des modernen Chronographen erachtet werden könnte.                                                                                                                                Bekannt ist ebenfalls der Uhrmacher und Erfinder John Arnold (1736–1799), der verschiedene Zähler für die Anzeige von sechzigstel Sekunden entworfen hat.
1821Der Begriff „Chronograph“ sollte zum ersten Mal durch Nicolas Mathieu Rieussec (1781–1866) geprägt werden. Der in Paris ansässige Uhrmacher erfand ein System zum Messen kurzer Zeitabschnitte, das er 1821 patentieren ließ. Seine Erfindung bestand aus einem sich drehenden Zifferblatt und einem darauf befestigten Zeiger mit einem kleinen Tintenbehälter. Anhand der auf dem Zifferblatt hinterlassenen Tintenstriche konnte der zu messende Zeitabschnitt bestimmt werden.
1831entwickelte der österreichische Breguet-Mitarbeiter Joseph Thaddäus Winnerl (1799–1886) eine Uhr mit separat anhaltbarem Sekundenzeiger. Winnerl erfand auch einen Chronografen mit zwei übereinander liegenden Sekundenzeigern, die nacheinander gestoppt werden konnten und die gemessene Zeitspanne als Differenz zu errechnen war. Dazu müssen in der Uhr zwei separate, jedoch miteinander gekoppelte Stoppmechanismen vorhanden sein. Dieser Doppelzeigermechanismus wird auch „nachspringende Sekunde“, Rattrapante oder Schleppzeiger genannt.
1844präsentierte der französische Eigentümer der Firma Nicole et Capt und Patentanmelder (Patent 1862), Adolphe Nicole, das „Nullstellherz“, welches sein Mitarbeiter Henri-Féréol Piguet erfunden hatte. Das Nullstellherz ist eine auf der Welle des Sekundenrades gemeinsam mit dem Zeiger befestigte herzförmige Scheibe, die die Rückstellung des Zeigers auf Null mittels Knopfdruck gestattete. Schließlich wurde die erste als Chronograph voll taugliche Taschenuhr 1862 der Weltöffentlichkeit vorgestellt.
1868baute Auguste Baud den heute gängigen Zusatzmechanismus für den Stoppzeiger als Kadratur auf der Uhrwerkseite.
um 1910waren die ersten Armbanduhren mit Chronograph verfügbar.
seit 1933setzten sich aufgrund einer Entwicklung bei Breitling-Armbanduhren mit zwei separaten Drückern, einer zum Starten und Stoppen, der andere zur Nullstellung, durch. Dadurch war es möglich, den Messzeiger mehrfach anzuhalten und jeweils wieder weiterlaufen zu lassen.
1937entwickelte Universal Genève einen Chronographen mit mehr als 30 Minuten Stoppdauer.
1937wurde von Dubois-Dépraz ein alternativer Mechanismus zum aufwändigeren Säulenrad-Chronografen eingeführt, der mit einer gestanzten herzförmigen Kurvenscheibe und Exzenterhebel ausgestattet wurde.
1946entwickelte Albert Piguet gemeinsam mit Lémania einen Chronographen mit automatischem Aufzug als Prototyp.
1969gab es ein Wettrennen zwischen Zenith (mit dem Werk "El Primero"), Seiko (Kaliber 6138/39) und einer Kooperation aus Heuer, Breitling, Dubois-Dépraz und Büren um den ersten in Serie hergestellten Chronographen mit automatischem Aufzug.
ab 1970wurden diese komplizierten und teuren Gebilde durch das Aufkommen der Quarzuhren, die kleiner und billiger waren und eine weitaus größere Funktionalität boten, weitestgehend verdrängt (siehe Quarzkrise).
ab Mitte der 1980er Jahresetzte eine Renaissance in der Fertigung hochwertiger mechanischer Chronographen ein.

### Patente und Gebrauchsmuster
Die folgenden Patente sind beim Deutschen Patent- und Markenamt recherchierbar:
- CH-544964: Schweizer Patent von 1971, das alternatives Skalen beschreibt, die statt der Zeit zum Messen des Pulses, der Atemfrequenz oder der Tropfgeschwindigkeit eingesetzt werden kann.
- DD-239289: DDR-Patent von 1985, bei dem ein Taschenrechner mit der Zusatzfunktion Stoppuhr geschützt wird
- DE-556980: Das Patent von 1930 beschreibt eine Stoppuhr mit zwei Zeigern, um mehrere Zwischenzeiten zu nehmen.

## Professionelle Anwendungen

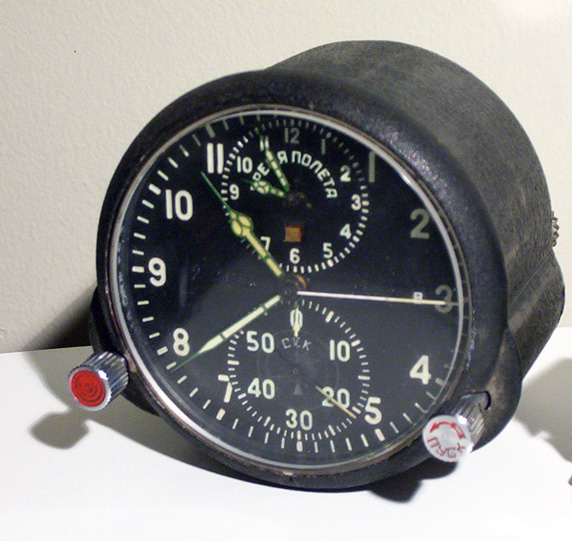
Mechanischer Bord-Chronograph des russischen Kampfflugzeuges MiG-25. Viele Flieger-Armbandchronographen sind im Design an Bordinstrumente der Luftfahrt angelehnt.

Als Chronograf werden auch Instrumente und spezielle Schreiber zur grafischen oder digitalen Registrierung der Sterndurchgänge bei der astro-geodätischen Zeitbestimmung bezeichnet. Man unterscheidet je nach technischem Prinzip Band- und Druckchronografen.
Im Sport werden Chronoprinter eingesetzt, um bei Wettkämpfen die Zeiten auch schriftlich zu dokumentieren. Manche moderne Digitalstoppuhren besitzen dafür PC-Schnittstellen (automatischer Datenfluss).